# Ernst Timm

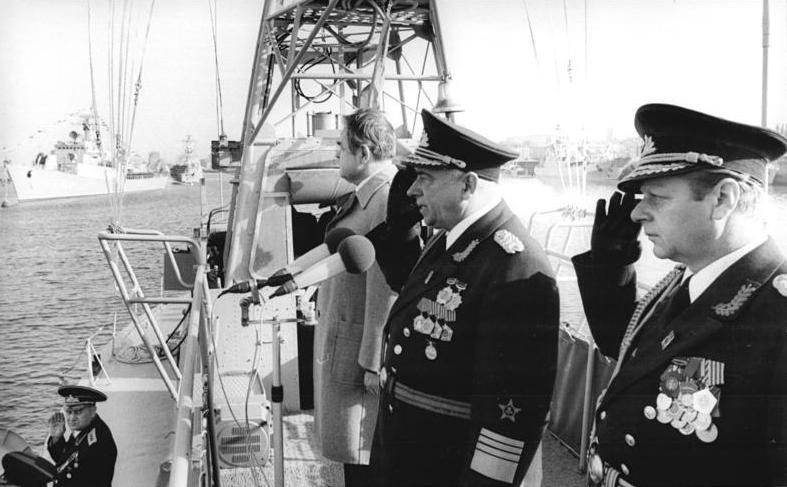
Ernst Timm (hinten) mit den Admiralen Wilhelm Ehm (Mitte) und Gustav Hesse anlässlich einer Flottenparade zum 30. Jahrestag der DDR 1979

Ernst Timm (* 16. Oktober 1926 in Brandenburg an der Havel; † 15. Dezember 2005) war ein Politiker der DDR. Von 1975 bis 1989 war er Erster Sekretär der SED-Bezirksleitung Rostock. Von 1976 bis zum 16. November 1989 war er Abgeordneter der Volkskammer.

## Leben
Geboren wurde er 1926 in Brandenburg an der Havel in einer Arbeiterfamilie. Nach dem Besuch der Volksschule absolvierte er von 1941 bis 1944 eine Ausbildung zum Metallflugzeugbauer in dem Zweigbetrieb der Arado Flugzeugwerke in Brandenburg/Neuendorf. Ab 1944 leistete er freiwilligen Wehrdienst bei der Kriegsmarine. Von 1945 bis 1949 war er in sowjetischer Kriegsgefangenschaft. Dort besuchte er mehrere Antifa-Schulen.
Nach dem Ende des Zweiten Weltkriegs wurden die von den Luftangriffen nicht zerstörten Teile und Maschinen der Arado-Werke als Reparationsleistung in die Sowjetunion gebracht und die Firma liquidiert. Timm konnte daher nach der Entlassung aus der Kriegsgefangenschaft 1949 nicht mehr in seinem Beruf arbeiten.

## Politische Karriere in der SED
Ab 1950 betätigte er sich bei der politischen Jugendarbeit in der Freien Deutschen Jugend (FDJ), der Sozialistischen Einheitspartei Deutschlands (SED) und beim Freien Deutschen Gewerkschaftsbund (FDGB). Als hauptamtlicher FDJ-Funktionär leitete er 1952 bis 1953 eine Abteilung im Zentralrat der FDJ in Berlin und war bis Anfang 1954 als 1. Sekretär im Stadtkreis Rostock tätig.
Von 1954 bis 1957 studierte er an der zentralen Parteihochschule der KPdSU „W. I. Lenin“ in Moskau und schloss dieses Studium mit einem Diplom als Gesellschaftswissenschaftler ab. Nach seiner Rückkehr aus Moskau arbeitete er von 1958 bis 1960 als Sekretär für Agitation und Propaganda bei der SED-Stadtleitung in Rostock. 1960 wechselte er als Abteilungsleiter in die SED-Bezirksleitung Rostock und war dort von 1961 bis 1966 Sekretär für Organisation und Kader und 2. Sekretär der SED-Bezirksleitung. Ab 1966 war er 1. Sekretär der SED-Stadtleitung Rostock und von 1975 bis 1989 Erster Sekretär der SED-Bezirksleitung im Bezirk Rostock. Ab 1976 war er Mitglied des ZK der SED. Gleichzeitig war er von 1975 bis 1989 Mitglied des FDGB-Bundesvorstandes. Während seiner Abgeordnetentätigkeit in der Volkskammer war er ab 1982 Mitglied des Ausschusses für Auswärtige Angelegenheiten.
Während der Versorgungskrise und der deutlich erkennbaren Probleme in der DDR, Anfang der 1980er Jahre zitierte ihn das bundesdeutsche Magazin Der Spiegel:

„Es gibt keinen Grund, an der guten und richtigen Politik der Partei zu zweifeln, wenn wir zum sparsamen Umgang mit allem, was uns zur Verfügung steht, aufrufen, auch wenn wir bestimmte Sortimentsumstellungen auch bei Waren des täglichen Bedarfs vornehmen müssen und nicht immer zu jeder Zeit jeden Wunsch in Versorgungsfragen erfüllen können.“

Im Juni 1989 erlangte er Aufmerksamkeit, als er als Abgeordneter der Volkskammer die Billigung der SED-Führung für das Tian’anmen-Massaker der chinesischen Volksbefreiungsarmee an den Demonstranten des Volksaufstands am 3. und 4. Juni 1989 bekräftigte und die protestierenden Studenten als „verfassungsfeindliche Elemente“ bezeichnete.

„Die Abgeordneten der Volkskammer stellen fest, dass in der gegenwärtigen Lage die von der Partei- und Staatsführung der Volksrepublik China beharrlich angestrebte politische Lösung innerer Probleme infolge der gewaltsamen, blutigen Ausschreitungen verfassungsfeindlicher Elemente verhindert worden ist. Infolgedessen sah sich die Volksmacht gezwungen, Ordnung und Sicherheit unter Einsatz bewaffneter Kräfte wieder herzustellen. Dabei sind bedauerlicherweise zahlreiche Verletzte und auch Tote zu beklagen.“

Bei einer der zahlreichen Versammlungen im Herbst 1989 wurde ihm die Frage gestellt, was eigentlich die Diktatur des Proletariats sei. Seine Antwort er müsse da erst mal bei Lenin nachschlagen erregte ein schallendes Gelächter und offenbarte den Zustand der SED-Nomenklatura im Herbst 1989 in der DDR.

## Auszeichnungen in der DDR
- 1974 Vaterländischer Verdienstorden (Silber)
- 1984 Karl-Marx-Orden
- 1986 Vaterländischer Verdienstorden (Ehrenspange)

## Nachwendezeit
Nach der Wende und friedlichen Revolution in der DDR wurde er aller seiner Ämter enthoben und aus der SED-PDS sowie dem FDGB ausgeschlossen. Nachdem er bereits im August 1990 wegen Amtsmissbrauchs und Korruption angeklagt war, wurde er am 16. Februar 1993 vom Landgericht Rostock wegen Vertrauensmissbrauchs zu einer Freiheitsstrafe von 15 Monaten verurteilt, da er aus einem Fonds für Volksvertreter 80.000 DDR-Mark für den Ausbau seines Hauses entnommen hatte. Die Strafe wurde zur Bewährung ausgesetzt.

## Schriften
- Die Ausprägung der sozialistischen Lebensweise, ein tiefgehender revolutionärer Prozess. Die wechselseitige Bedingtheit von materiellem und kulturellem Lebensniveau, Parteihochschule „Karl Marx“, 1979, DNB 800771354